# Wilhelm von Siemens
Georg Wilhelm von Siemens (Berlijn, 30 juli 1855 – Arosa (Zwitserland), 14 oktober 1919) was een Duits industrieel en landeigenaar.
Siemens was de tweede zoon van de grootindustrieel Werner von Siemens (1816-1892) en diens eerste echtgenote Mathilde Drumann (1824-1865). Wilhelm von Siemens was sinds 1880 werkzaam in het familiebedrijf Siemens & Halske, vanaf 1884 als mede-eigenaar. Op 21 juli 1882 huwde hij Eleonore Siemens (1860-1919), de dochter van landheer Ferdinand Siemens en Eulalia Hertzog. Uit het huwelijk kwamen twee kinderen voort, zoon Wilhelm Ferdinand en dochter Mathilde Eleonore Eveline. In 1889 kreeg hij van zijn vader het landgoed Biesdorf samen met het slot Biesdorf.
Samen met zijn broer Arnold en oom Carl von Siemens namen ze op 1 januari 1890 de algehele leiding over van zijn vader. Onder hun leiding werd de onderneming in 1897 omgevormd in een naamloze vennootschap. In datzelfde jaar legde Wilhelm de eerste steen van een complex dat zou uitgroeien tot een van de grootste industriële centra van die tijd en dat in 1913 Siemensstadt werd gedoopt.
Ook leidde Wilhelm von Siemens de toenmalige firma Siemens-Schuckertwerke GmbH, een joint venture tussen Siemens & Halske AG en Schuckert & Co. uit Neurenberg. In Biesdorf, niet ver van Berlijn, bouwde deze firma onder andere luchtschepen die in tegenstelling tot de zeppelin geen vast frame bezaten. Ten dele nam Wilhelm ook zelf deel aan proefvluchten van de Siemens-Schuckert-luchtschepen SSL1 en SSL2.
Van zijn vader had Wilhelm de wetenschappelijke eigenschappen geërfd. Op zijn initiatief werd het bedrijfslaboratorium, dat geleid werd door Werner von Bolton, uitgebreid tot een groot onderzoekscentrum dat later het Physicalisch-Chemisches Laboratorium zou worden genoemd. Evenwel zou hij de voltooiing niet meer meemaken. Hij overleed in 1919, één jaar nadat hij tot voorzitter van de raad van commissarissen van Siemens & Halske benoemd was.